# Liste der Biografien/Deq
Liste der Biografien |
Portal Biografien |
Personensuche
# |
A |
B |
C |
D |
E |
F |
G |
H |
I |
J |
K |
L |
M |
N |
O |
P |
Q |
R |
S |
T |
U |
V |
W |
X |
Y |
Z |
?
 
Da |
Db |
Dc |
Dd |
De |
Dg |
Dh |
Di |
Dj |
Dk |
Dl |
Dm |
Dn |
Do |
Dq |
Dr |
Ds |
Du |
Dv |
Dw |
Dy |
Dz
 
De A |
De B |
De C |
De D |
De E |
De F |
De G |
De H |
De J |
De K |
De L |
De M |
De N |
De P |
De Q |
De R |
De S |
De T |
De V |
De W |
De Y |
De Z 

Dea |
Deb |
Dec |
Ded |
Dee |
Def |
Deg |
Deh |
Dei |
Dej |
Dek |
Del |
Dem |
Den |
Deo |
Dep |
Deq |
Der |
Des |
Det |
Deu |
Dev |
Dew |
Dex |
Dey |
Dez
Die Liste der Biografien führt alle Personen auf, die in der deutschsprachigen Wikipedia einen Artikel haben. Dieses ist eine Teilliste mit 5 Einträgen von Personen, deren Namen mit den Buchstaben „Deq“ beginnt.

## Deq

### Dequ
- Dequae, André (1915–2006), belgischer Politiker
- Dequede, Georg Werner von († 1757), preußischer Major und Adjutant von Prinz August Wilhelm von Preußen
- Dequenne, Émilie (1981–2025), belgische SchauspielerinÉmilie Dequenne (1981–2025)

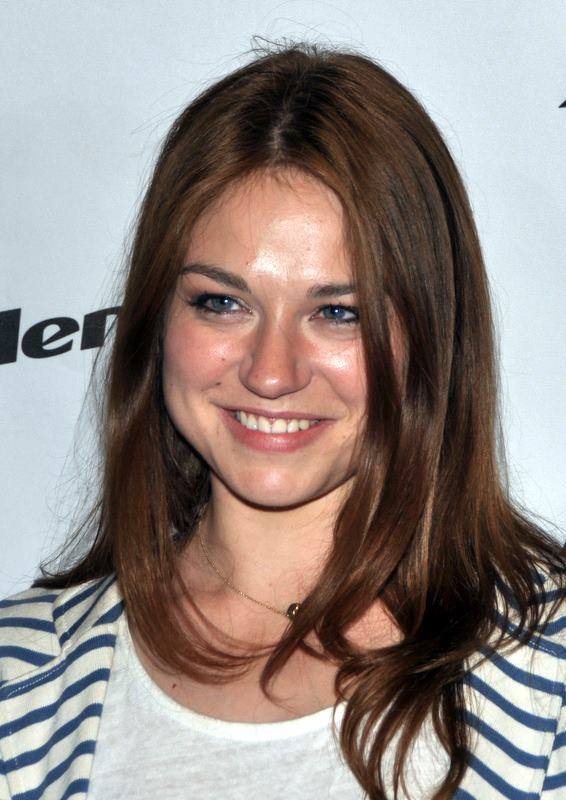
Émilie Dequenne (1981–2025)

- Dequin, Horst (1927–2008), deutscher Agrarökonom und Entwicklungshelfer
- Dequinan, Sarah (* 1992), philippinische Leichtathletin